# NGC 3563
NGC 3563 este o interacțiune de galaxii situată în constelația Leul. A fost descoperită în 18 martie 1869 de către Otto Vasilievici Struve⁠(d).